# Seeland (Suisse)
Pour les articles homonymes, voir Seeland.
Ne doit pas être confondu avec Sealand.
Ne doit pas être confondu avec Pays des Trois-Lacs.

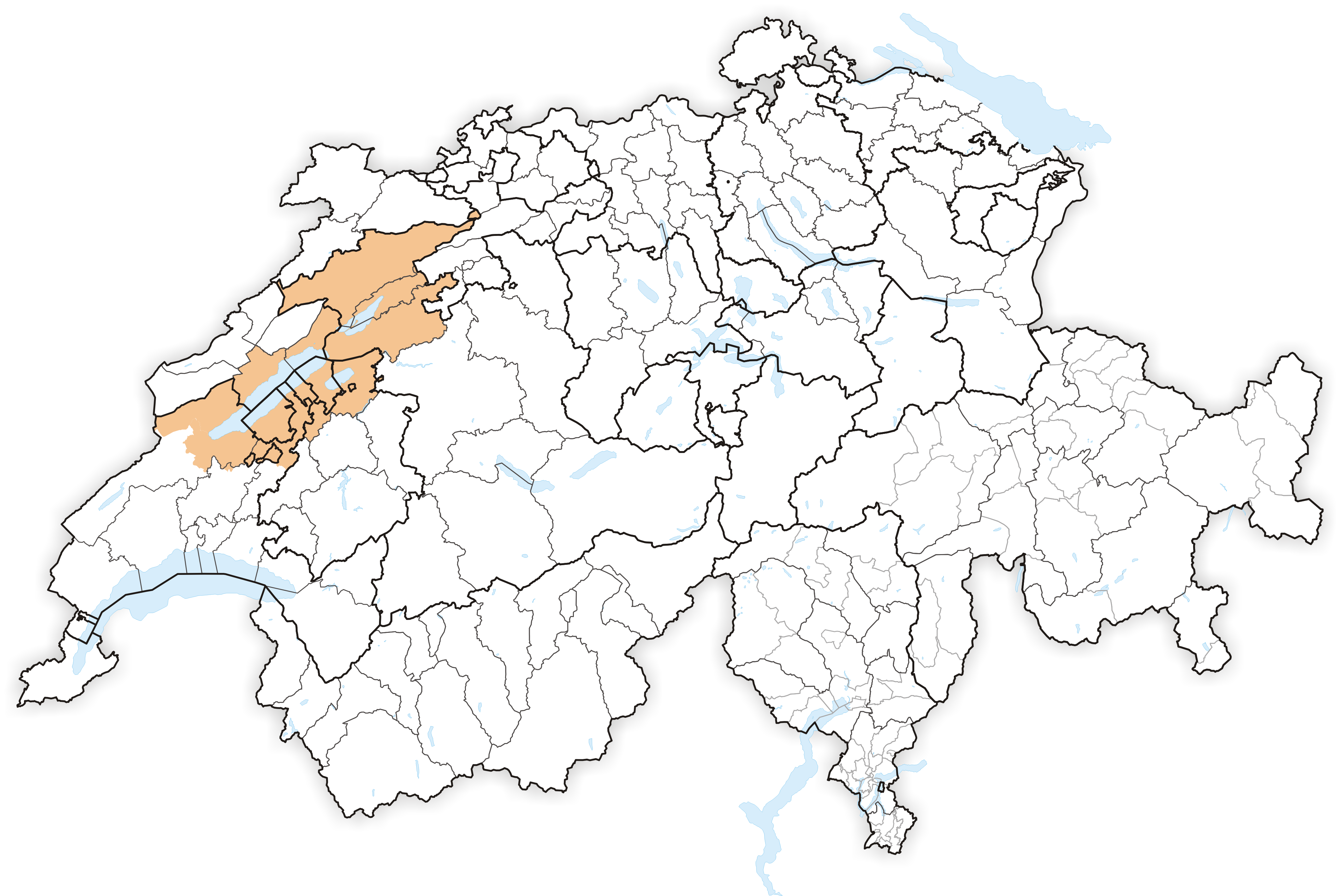
Carte de la Suisse montrant la région Trois-Lacs.

Le Seeland est une région de Suisse située majoritairement dans le canton de Berne. Le Seeland fait partie du Pays des Trois-Lacs. Les chefs-lieux en sont les villes de Bienne, Nidau et Cerlier.

## Géographie

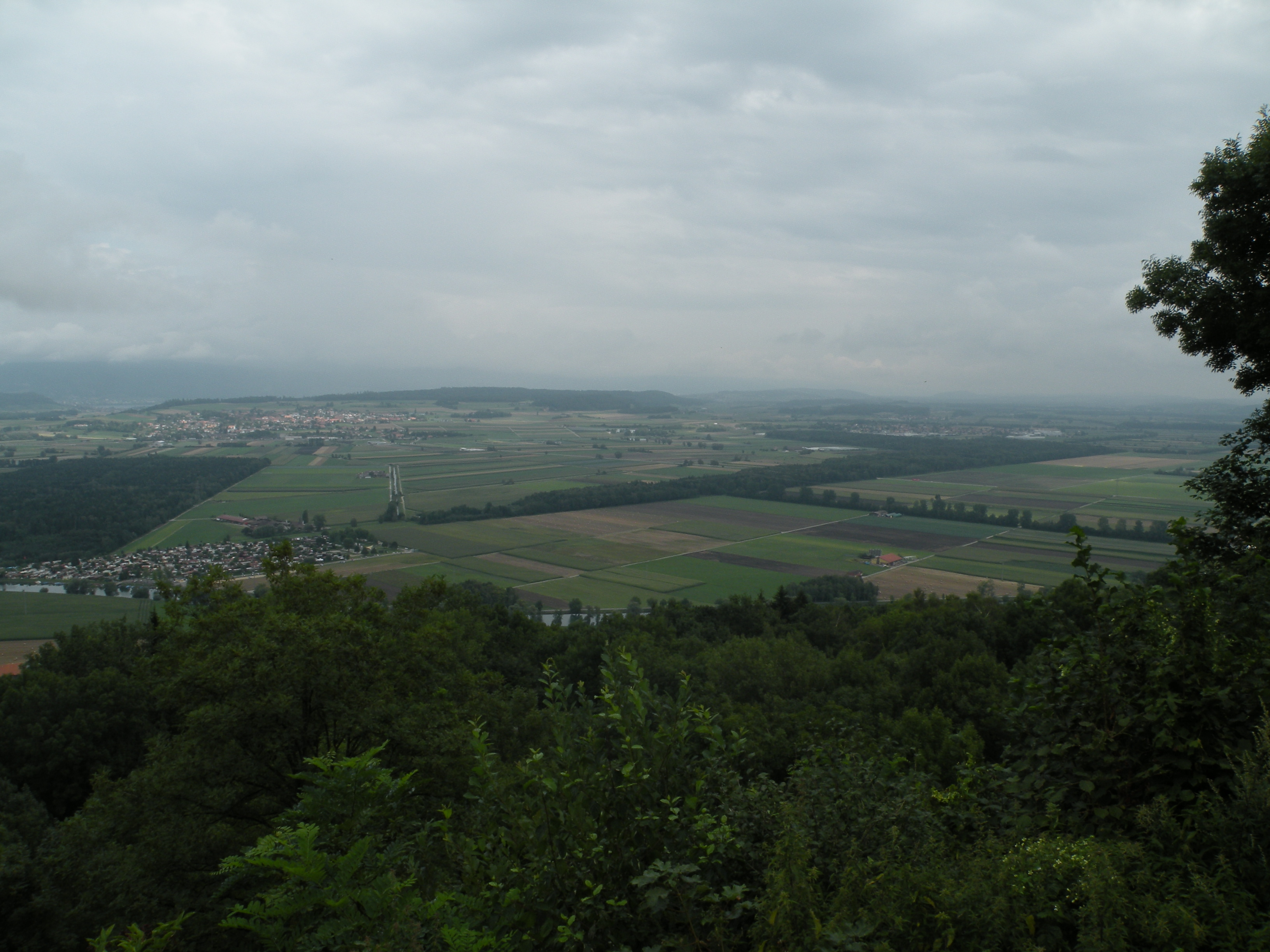
Le Seeland vu du mont Vully.

On appelle Seeland la dépression profonde au pied du Jura où se creusent les trois lacs de Neuchâtel, Bienne et Morat.  Cette dépression a été accentuée par le glacier du Rhône, qui, autrefois, s'étendait jusqu'à Soleure en longeant la chaîne du Jura. Les moraines terminales de la région de Soleure ont retenu les eaux de la période postglaciaire et contribué à la formation d'un lac qui s'étendait vers l'amont jusqu'à Payerne et La Sarraz, à la limite du bassin du Rhône. Son niveau était à environ 450 mètres au-dessus du niveau de la mer, donc 20 mètres plus haut que de nos jours. Au cours des temps, les affluents remblayèrent certaines parties de ce lac. Son émissaire creusa petit à petit une vallée à travers les moraines terminales et le niveau du lac baissa graduellement jusqu'au jour où ne subsistèrent que les trois lacs.

## Histoire

### Voies de communication
Au temps des Romains déjà, cette région était bien colonisée. Le grand axe routier de la Suisse passant par Avenches, Morat, Kerzers et Kallnach se dirigeait vers Soleure et Windisch, en longeant la côte est du Seeland. Une seconde route romaine traversait le Seeland vers Witzwil, entre les lacs de Neuchâtel et de Morat.

### Inondations
Dès le XVe siècle, des chroniques font état du niveau élevé des lacs et d'inondations. L'Aar se dispersait sur son puissant cône de déjection au nord d’Aarberg et, par suite de l'amoncellement des alluvions charriées par la Grande-Emme aux environs de Soleure, s'écoulait difficilement. L'émissaire du lac de Bienne ne trouvait qu'avec peine une voie d'écoulement à travers les matériaux accumulés par la Suze. De grandes surfaces furent ainsi inondées, des régions habitées durent être abandonnées, maladies et pauvreté se répandirent.

### Corrections
Deux corrections du cours de l'Aar sont entreprises respectivement en 1868 puis de 1962 à 1973 par les cantons de Berne, Fribourg, Vaud et Neuchâtel, pendant lesquels le cours de la rivière ainsi que celui de la Broye et de la Thielle sont détournés dans des canaux et le niveau des trois lacs abaissés de plusieurs mètres, permettant ainsi de stabiliser le cours des rivières et de transformer le « Grand Marais », en champs fertiles. Enfin, ces corrections permirent la création d'une grande voie navigable allant d’Yverdon-les-Bains à Soleure.

## Cultures intensives
Aujourd'hui, le Seeland est une zone agricole où se pratiquent les cultures intensives. La forêt étant absente dans la région assainie, des rideaux d'arbres servant d'abris ont été plantés perpendiculairement à la direction des vents dominants d'ouest. L'ancienne plaine marécageuse, presque dépourvue d'habitat, est cultivée par les paysans des villages entourant l'ancien Grand-Marais.
Les établissements pénitentiaires de Witzwil (Berne) et de Bellechasse (Fribourg) offrent à leurs détenus une peine accompagnée de travaux agricoles, de par leurs caractères (semi-) ouverts